# Euskaltel-Euskadi/2024
Deze pagina geeft een overzicht van de Euskaltel-Euskadi-wielerploeg in 2024.

## Algemene gegevens
Teammanager: Jesus Ezkurdia, Aitor Alonso
Ploegleiders:Jorge Azanza, Iñaki Isasi, Pello Olaberria, Santiago Barranco
Fietsmerk: Orbea
Kleding: Etxeondo

## Renners
| Naam                     | Geboortedatum | Nationaliteit | Ploeg 2023                               |
| ------------------------ | ------------- | ------------- | ---------------------------------------- |
| Jon Aberasturi           | 28-03-1989    | Spanje        | Lidl-Trek                                |
| Nicolas Alustiza         | 04-01-2003    | Spanje        | Laboral Kutxa-Fundación Ciclista Euskadi |
| Enekoitz Azparren        | 05-08-2002    | Spanje        |                                          |
| Ibai Azurmendi *         | 11-06-1996    | Spanje        |                                          |
| Xabier Berasategi        | 04-08-2000    | Spanje        |                                          |
| Mikel Bizkarra           | 21-08-1989    | Spanje        |                                          |
| Iker Bonillo             | 09-07-2003    | Spanje        | Green Project-Bardiani-CSF-Faizanè       |
| Joan Bou                 | 16-01-1997    | Spanje        |                                          |
| Xavier Cañellas          | 16-03-1997    | Spanje        | Electro Hiper Europa                     |
| Unai Cuadrado            | 26-09-1997    | Spanje        |                                          |
| Víctor de la Parte       | 22-06-1986    | Spanje        | TotalEnergies                            |
| Asier Etxeberria         | 19-07-1998    | Spanje        |                                          |
| James Fouché             | 28-03-1998    | Nieuw-Zeeland | Bolton Equities Black Spoke              |
| Xabier Isasa             | 24-08-2001    | Spanje        |                                          |
| Mikel Iturria            | 16-03-1992    | Spanje        |                                          |
| Txomin Juaristi          | 20-07-1995    | Spanje        |                                          |
| Andoni López de Abetxuko | 03-08-1999    | Spanje        |                                          |
| Gotzon Martín            | 15-02-1996    | Spanje        |                                          |
| Luis Ángel Maté          | 23-03-1984    | Spanje        |                                          |
| Iker Mintegi             | 15-11-2002    | Spanje        | Laboral Kutxa-Fundación Ciclista Euskadi |
| Unai Zubeldia            | 07-07-2003    | Spanje        | Laboral Kutxa-Fundación Ciclista Euskadi |

* tot 15/4

### Stagiairs
Per 1 augustus 2024
| Naam           | Geboortedatum | Nationaliteit | Vorige ploeg                             |
| -------------- | ------------- | ------------- | ---------------------------------------- |
| Ander Ganzabal | 25-01-2000    | Spanje        | Laboral Kutxa-Fundación Ciclista Euskadi |

### Vertrokken
| Naam               | Geboortedatum | Nationaliteit | Ploeg 2024             |
| ------------------ | ------------- | ------------- | ---------------------- |
| Xabier Azparren    | 25-02-1999    | Spanje        | Q36.5 Pro Cycling Team |
| Iker Ballarin      | 04-05-1997    | Spanje        | Gestopt                |
| Carlos Canal       | 28-06-2001    | Spanje        | Movistar Team          |
| Peio Goikoetxea    | 14-02-1992    | Spanje        | Gestopt                |
| Unai Iribar        | 12-06-1999    | Spanje        | Equipo Kern Pharma     |
| Juan José Lobato   | 30-12-1988    | Spanje        | Gestopt                |
| Antonio Jesús Soto | 24-12-1994    | Spanje        | Equipo Kern Pharma     |

## Overwinningen
| Ronde van Valencia Bergklassement: Mikel Bizkarra Ronde van Portugal 4e etappe: Luis Ángel Maté Bergklassement Luis Ángel Maté Ploegenklassement: *1) |

*1) Ploeg Ronde van Portugal: Bizkarra, Bou, Cañellas, Etxeberria, fouché, López de Abetxuko, Maté
Bingoal WB · Burgos-BH · Caja Rural-Seguros RGA · Equipo Kern Pharma · Euskaltel-Euskadi · Israel-Premier Tech · Lotto Dstny · Polti Kometa · Q36.5 Pro Cycling Team · TDT-Unibet Cycling Team · Team Corratec-Vini Fantini · Team Flanders-Baloise · Team Novo Nordisk · TotalEnergies · Tudor Pro Cycling Team · Uno-X Mobility · VF Group-Bardiani CSF-Faizanè
2022 · 2023 · 2024 · 2025